# Kusehvand
Kusehvand (en persan : كوسه وند romanisé en Kūsehvand et également connu sous le nom de Kūsevand) est un village de la province de Kermanshah en Iran. Lors du recensement de 2006, sa population était de 180 habitants répartis dans 39 familles.